# Краљевина Мајорка
Краљевина Мајорка је била област на источној обали Медитерана, укључујући и извесну Шпанију.

## Историја
Oстрва, а коју је основао Ђауме I од Арагона, познат и као Ђауме Освајач. У тестаменту написаном 1262. године након смрти његовог прворођеног сина Алфонса, уступио је краљевство свом сину Џејмсу. Диспозиција се одржавала током узастопних верзија његовог тестамента и тако када је Ђауме I умро 1276. године, круна Арагона је прешла на његовог најстаријег сина Петра, познатог као Петар III од Арагона или Петар Велики. Краљевина Мајорка је припала Ђаумеу, који је владао под именом Ђауме II од Мајорке. После 1279. Петар III Арагонски је установио да је краљ Мајорке вазал краља Арагона. Титулу су наставили користити арагонски и шпански монарх све до њеног распуштања декретима Нуева Планта из 1715. године.

## Пад Мајорке
Изумирање Краљевине Мајорке било је неизбежно с обзиром на сукобе којима је била погођена: Стогодишњи рат између Француске и Енглеске; рат бенимеринаца, који је укључивао Кастиљу и круну Арагона, као и покушаје Ђеновљана да од Балеара направе сателитску државу. Краљевина Мајорка, која је имала вазалске везе са крунама Француске (преко Монпељеа) и Арагона, није могла остати неутрална током сукоба. Поред тога, повећани порези за финансирање привреде краљевства током његове неутралности успели су да узнемире народ краљевства.